# Fast fashion

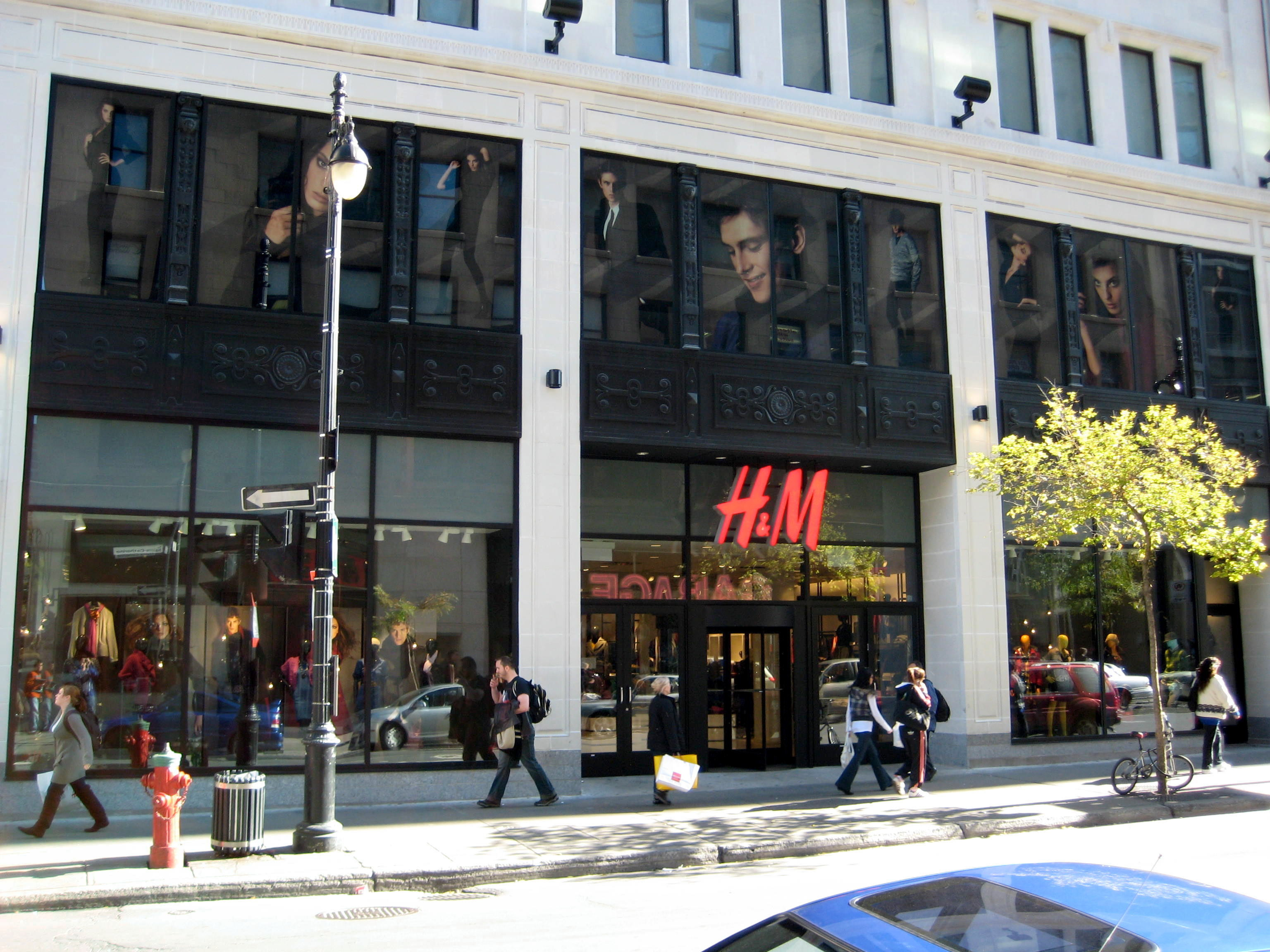
Un negozio di H&M nel centro di Montréal

Fast fashion, in italiano moda veloce, è un termine moderno usato dai rivenditori di moda per esprimere un design che passa rapidamente dalle passerelle e influenza le attuali tendenze della moda. Questo tipo di collezioni di abbigliamento si basa sulle ultime tendenze presentate alla Settimana della moda ogni anno in primavera e in autunno. L'enfasi è posta sull'ottimizzazione di determinati aspetti della catena di produzione, affinché queste linee di moda siano progettate e prodotte in modo rapido ed economico, per consentire ai consumatori di acquistarle a basso prezzo. Questa strategia di produzione rapida a un prezzo accessibile viene utilizzata dai grandi rivenditori come H&M, Zara, Nike Primark, Xcel Brands e Topshop. Tale filosofia si è diffusa, in particolare, durante la moda "boho-chic" a metà degli anni 2000.

## Metodo di risposta rapida
Il metodo di risposta rapida (in inglese Quick Response Method, QRM) è stato sviluppato per migliorare i processi di produzione nell'industria tessile con l'obiettivo di rimuovere il tempo dal sistema di produzione. La U.S. Apparel Manufacturing Association ha avviato il progetto nei primi anni '80 per affrontare la minaccia concorrenziale nei confronti dei propri manufatti tessili da parte di tessuti importati da paesi con manodopera a basso costo. Durante il progetto i tempi di esecuzione nel processo di produzione sono stati dimezzati, l'industria americana è diventata più competitiva per un certo periodo e le importazioni, di conseguenza, si sono abbassate. L'iniziativa è stata vista da molti come un meccanismo di protezione per l'industria tessile americana con l'obiettivo di migliorare l'efficienza produttiva.
Il concetto di risposta rapida (in inglese Quick response, QR) viene ora utilizzato per supportare la fast fashion, creando nuovi prodotti e invogliando i consumatori a visitare più spesso i negozi di abbigliamento. La risposta rapida consente, inoltre, alle nuove tecnologie di aumentare la produzione e l'efficienza, anche grazie all'introduzione del concetto complementare di Fast Fit. La grande catena spagnola Zara, di proprietà di Inditex, è diventata il modello globale della riduzione del tempo tra design e produzione di un prodotto. Questo accorciamento dei tempi consente a Zara di produrre oltre 30.000 unità di prodotto ogni anno e di possedere quasi 1.600 negozi in 58 paesi. I nuovi articoli vengono consegnati due volte alla settimana nei negozi, riducendo il tempo tra la vendita del prodotto e il rifornimento. Di conseguenza, la riduzione dei tempi aumenta la gamma di capi a disposizione del consumatore e la disponibilità del prodotto, aumentando significativamente il numero di visite per cliente all'anno. Nel caso di Renner, una catena brasiliana, ogni due mesi viene pubblicata una nuova mini-collezione. Le tecnologie d'avanguardia vengono costantemente migliorate per accelerare la "risposta rapida". Recentemente, il processo di stampa a getto d'inchiostro continuo è stato introdotto grazie allo sforzo congiunto della società di stampa olandese Osiris e dello specialista francese di inchiostri Imaje. Il processo utilizza un software di modifica delle immagini per convertire la stampa serigrafica in stampa digitale continua. La stampa digitale rimette in circolo nel sistema l'inchiostro non utilizzato, a differenza del metodo di "avvio e stop" utilizzato dal tradizionale metodo di stampa su schermo. Di conseguenza, il ricircolo comporta una riduzione dei tempi di preparazione e una riduzione dei costi di inchiostro, visto il minor numero di prodotti di scarto.

## Marketing
Il marketing è il motore principale del fast fashion, esso crea il desiderio nei confronti delle nuove creazioni in tempi molto rapidi. Ciò si ottiene promuovendo la moda come qualcosa di veloce, a basso prezzo e usa e getta. Il rilascio continuo di nuovi prodotti rende essenzialmente i capi d'abbigliamento uno strumento di marketing altamente redditizio che guida i consumatori, accresce la riconoscibilità del marchio e che poi si traduce in un aumento degli acquisti da parte dei consumatori. Le aziende fast fashion godono anche di margini di profitto più elevati in quanto la loro percentuale di ribasso dei prezzi è solo del 15% rispetto al 30% della concorrenza. Il modello di business del fast fashion si basa sulla riduzione dei cicli temporali dalla produzione al consumo, in modo tale che i consumatori siano coinvolti in più cicli ed in qualsiasi periodo di tempo. Ad esempio, le tradizionali stagioni della moda seguono il ciclo annuale delle stagioni (estate, autunno, inverno e primavera) mentre i cicli di fast fashion sono compressi in periodi più brevi, di 4-6 settimane, ed in alcuni casi anche meno. I rivenditori hanno quindi creato più stagioni di acquisto nello stesso arco temporale. Le principali strategie di mercato utilizzate dalle aziende sono due; la differenza consiste nelle quantità di capitale finanziario investito per la pubblicità. Mentre alcune aziende investono nella pubblicità, Primark, opera senza pubblicità. Primark investe, invece, nella struttura del negozio, nell'allestimento e nel visual merchandising per attrarre il consumatore e creare un'esperienza di shopping piacevole, con il conseguente ritorno dei clienti. La ricerca mostra che il 75% delle decisioni dei consumatori vengono prese di fronte al negozio nell'arco di tre secondi. La spesa alternativa di Primark "consente al rivenditore di restituire i benefici del risparmio sui costi al consumatore e di mantenere la struttura dei prezzi dell'azienda a un costo inferiore".

## Produzione

### "Supermercato"
Il consumatore nel mercato del fast fashion prospera in  India e in Cina in
base alla frequente disponibilità e al costante cambiamento dei prodotti. Il fast fashion è considerata, in senso ampio, un segmento del "supermercato" nel mercato della moda. Questo termine si riferisce alla natura del fast fashion nel "competere per rendere l'abbigliamento una fonte di denaro ancora più intelligente e veloce". All'interno del consumo della fast fashion esistono tre fattori cruciali: tempi di mercato, costi e ciclo di acquisto. L'obiettivo del tempo è quello di rendere il tempo di produzione più breve possibile. Il rapido turn over ha aumentato la domanda di collezioni presentate nei negozi. Questa richiesta aumenta anche i tempi di spedizione e di rifornimento. Il costo continua ad essere il criterio decisionale primario del consumatore. I costi sono in gran parte ridotti sfruttando i prezzi più bassi nei mercati dei paesi in via di sviluppo. Nel 2004 i paesi in via di sviluppo rappresentavano quasi il 75% di tutte le esportazioni di abbigliamento e la rimozione di diverse quote di importazione ha permesso alle aziende di sfruttare ancora di più il basso costo delle risorse in quei paesi. Il ciclo di acquisto è il fattore finale che tocca il consumatore. Tradizionalmente, i cicli di acquisto della moda si basano su previsioni a lungo termine che sono pensate da un anno a sei mesi prima della stagione. Tuttavia, nel mercato della fast fashion, la filosofia della risposta rapida può comportare una maggiore accuratezza delle previsioni perché il periodo di tempo è significativamente ridotto. Un elevato volume di vendita dei beni prodotti è anche il risultato della riduzione dei tempi di produzione.

### Processo di produzione, relazioni con i fornitori e relazioni interne

#### Processo di produzione e distribuzione
I processi di produzione e distribuzione sono fondamentali per la creazione di fast fashion. I sistemi di filiera sono progettati per aggiungere valore e ridurre i costi nel processo di spostamento delle merci dalla fase di ideazione ai negozi e infine al consumo. Catene di approvvigionamento efficienti sono fondamentali per offrire al cliente al dettaglio la promessa della fast fashion. La selezione dei venditori è una parte fondamentale del processo. L'inefficienza si verifica principalmente quando questi non sono in grado di rispondere rapidamente alla domanda del mercato e i capi finiscono per essere accatastati nei magazzini. Esistono due tipi di processi di produzione e distribuzione: uno agile e l'altro snello. In una filiera agile le caratteristiche principali includono la condivisione di informazioni e tecnologie. I risultati della collaborazione si traducono nella riduzione della quantità di stock nei mega-store. Una filiera snella è caratterizzata dalla corretta appropriazione della merce per il prodotto.

#### Relazioni con i fornitori
Le aziende del mercato del fast fashion utilizzano anche una serie di relazioni con i fornitori a seconda che questi siano vicini o lontani. Il prodotto viene prima classificato come "core" o "fashion". I fornitori vicini al mercato vengono utilizzati per capi prodotti nel mezzo di una stagione. In confronto, i fornitori distanti vengono utilizzati per articoli "core" a basso costo, a volte indicati come capi "capsula", che vengono utilizzati nelle collezioni ogni stagione e hanno una previsione stabile.

#### Relazioni interne
Le relazioni produttive interne alle aziende fast fashion sono importanti quanto le relazioni dell'azienda con i fornitori esterni, soprattutto quando si tratta di acquirenti dell'azienda. Tradizionalmente in un "supermercato" l'acquisto è suddiviso in reparti multifunzionali. Il team di acquisto utilizza l'approccio dal basso verso l'alto quando sono coinvolte le informazioni sulle tendenze, il che significa che le informazioni vengono condivise solo con i quindici migliori fornitori dell'azienda. D'altra parte, le informazioni sugli obiettivi futuri e le strategie di produzione sono condivise verso il basso all'interno della gerarchia dell'acquirente, in modo che il team possa prendere in considerazione opzioni di produzione a basso costo. Gli acquirenti interagiscono anche a stretto contatto con i dipartimenti di merchandising e design dell'azienda vista l'attenzione dell'acquirente su stile e colore. L'acquirente deve anche consultare il team di progettazione generale per comprendere la coesione tra le previsioni di tendenza e le esigenze del consumatore. Le relazioni strette si traducono in flessibilità all'interno dell'azienda e una velocità di risposta accelerata alle richieste del mercato.

#### Il dilemma tra costo del lavoro sostenibile ed efficienza nel campo della fast fashion
Il documento di lavoro di Capturing the Gains, pubblicato dall'Università di Manchester, riunisce una rete internazionale di esperti del Nord e del Sud del mondo. Il documento numero 14 si concentra su una caratteristica specifica del comportamento d'acquisto nel settore della vendita al dettaglio nel Regno Unito: la negoziazione di un prezzo di produzione (chiamato in inglese CMT cost, ossia cut-make-trim cost) con fornitori che non hanno uno standard minimo del costo del lavoro. Questa pratica, tacitamente supportata da acquirenti e fornitori, viene analizzata in relazione al default dei salari in corso e alla deflazione dei prezzi delle importazioni nell'industria globale dell'abbigliamento. Per ovvi motivi, la definizione del tempo standard, utilizzando lo Standard del tempo predeterminato (in inglese PTS, Predetermined Time standards) e il Sistema del tempo di movimento predeterminato (in inglese PMTS, Predetermined motion time system), è altamente tecnica e "sintetica". Secondo l'Organizzazione internazionale del lavoro (OIL), dal 1992 esistevano circa 200 diversi sistemi di PTS, offerti da società di consulenza per l'adozione da parte delle imprese manifatturiere. Nella produzione di abbigliamento, sono tre le società di consulenza specializzate nella misurazione dei tempi standard: MODAPTS (Modular Arrangement of Predetermined Time Standards) con sede negli Stati Uniti, Seweasy con sede nello Sri Lanka e GSD (Corporate) Ltd. con sede nel Regno Unito. Le modalità di misurazione del lavoro di tutte e tre le società dovrebbero normalmente prevedere riposi, eventi imprevisti e indennità speciali nel calcolo degli standard di tempo.

## Cause legali e legislazione in materia di moda

### Cause legali e proposte di legge negli Stati Uniti
Recentemente, Forever 21, uno dei maggiori rivenditori di fast fashion, è stato coinvolto in numerose cause relative a presunte violazioni dei diritti di proprietà intellettuale. Le cause legali sostengono che alcuni capi d'abbigliamento dell'azienda possono effettivamente essere considerati delle imitazioni dei progetti di Diane von Furstenberg, Anna Sui, della collezione Harajuku Lovers di Gwen Stefani e di molti altri noti stilisti. Forever 21 inizialmente ha detto che stava "prendendo provvedimenti per prevenire le violazioni della proprietà intellettuale" ma, in seguito, non ha rilasciato ulteriori dichiarazioni sullo stato del contenzioso.

#### H.R. 5055
L'H.R. 5055, o Atto di proibizione della pirateria della moda, era un progetto di legge per proteggere il copyright degli stilisti di moda negli Stati Uniti, approvato dalla Camera dei Rappresentanti il 30 marzo 2006. Secondo questa proposta, gli stilisti avrebbero dovuto inviare le bozze o le foto dei loro abiti all'Ufficio brevetti americano entro tre mesi dalla "pubblicazione" del prodotto. Il significato del termine "pubblicazione" veniva interpretato in modo ampio: dalla pubblicità nelle riviste all'apparizione nelle passerelle. In questo modo, il provvedimento avrebbe protetto gli stilisti per tre anni, a partire dalla data di pubblicazione del loro capo. In caso di violazione del copyright, l'autore della violazione avrebbe dovuto pagare una multa pari 250.000 dollari, oppure a 5 dollari per copia, a seconda di quale risultasse essere la somma forfettaria più alta. Il progetto di legge, però, è stato bloccato durante la sessione della Camera dei Rappresentanti conclusasi nel 2006, che ha comportato la cancellazione del H.R. 5055 dall'ordine del giorno.

#### H.R. 2033
L'Atto di proibizione della pirateria della moda è stato reintrodotto come H.R. 2033 durante la prima sessione del 110º Congresso il 25 aprile 2007. Lo scopo è simile a quello dell'H.R. 5055 poiché si propone di proteggere determinati tipi di design d'abbigliamento attraverso il copyright. Il provvedimento, come il precedente, garantisce una protezione triennale a partire dalla data di registrazione all'Ufficio brevetti e le multe per la violazione del copyright rimangono le stesse: 250.000 dollari o 5 dollari per merce copiata.

## Impatto ambientale
Secondo Elizabeth Cline, autrice dell'articolo "Where Does Discarded Clothing Go?" (tradotto letteralmente, "Dove finiscono i vestiti scartati?"), gli Americani acquistano oggi una quantità di abiti cinque volte superiore a quella del 1980. A causa di questo aumento di consumo, i paesi sviluppati stanno producendo sempre più vestiti ad ogni stagione. Gli Stati Uniti, infatti, importano da soli più di un milione di capi d'abbigliamento ogni anno dalla Cina, mentre il consumo nel Regno Unito è salito del 37% dal 2001 al 2005. Questo aumento di consumo sta contribuendo in modo significativo all'inquinamento causato dalla fast fashion, oltre che all'aumento della quantità di tessuti scartati ogni anno.
Una famiglia americana media produce 70 libbre di rifiuti tessili all'anno. Se si considera il dato moltiplicato per l'intero paese, ne risulta che vengono gettati via circa 10,5 milioni di tonnellate di rifiuti tessili. Gli abitanti di New York, ad esempio, scartano circa 193.000 tonnellate di vestiti e tessuti, che equivale al 6% di tutta la spazzatura della città. In risposta, l'Unione europea produce un totale di 5,8 milioni di tonnellate di tessuti ogni anno. Ne possiamo dedurre che, se gli americani donano o riciclano solo il 15% circa dei loro vestiti, una gran parte dei prodotti tessili finiscono nelle discariche di tutto il mondo. Nel complesso, dunque, l'industria tessile occupa circa il 5% delle discariche globali. L'abbigliamento che viene gettato in discarica è spesso costituito da materiali sintetici o inorganici che impediscono a questi tessuti di degradarsi correttamente. È evidente che l'accumulo di rifiuti nelle discariche del mondo sta causando effetti negativi sull'ambiente ma questo non è l'unica ricaduta sull'ambiente determinata dall'industria della fast fashion.
In tutte le fasi della produzione tessile, gli ecosistemi acquatici, terrestri e atmosferici subiscono danni ambientali duraturi. Uno di questi effetti dannosi è il rilascio di gas serra nell'aria che inquinano i vari ecosistemi. Un altro fattore che contribuisce all'inquinamento atmosferico è causato dalla somma tra il trasporto globale e l'utilizzo di macchinari pesanti, che genera emissioni di diossido di carbonio. Oltre al rilascio di gas pericolosi, vari pesticidi e coloranti vengono costantemente rilasciati nell'ambiente acquatico di ogni area in cui opera il settore della moda. La crescente domanda di fast fashion contribuisce ad un continuo scarico di effluenti, contenenti sia coloranti che soluzioni caustiche, da parte delle fabbriche tessili. Ne risulta, quindi, che la fast fashion ha causato un crescente danno ambientale nel corso degli anni.

## Sostenibilità
Nel complesso, il settore del fast fashion sta inquinando il pianeta a un ritmo continuo. A causa della quantità di inquinamento e rifiuti causati dall'industria della moda, diverse aziende produttrici e distributrici, come H&M, stanno lavorando per ridurre l'impronta ambientale del settore. Hanno creato programmi che incoraggiano il riciclo da parte dei consumatori, ad esempio fornendo loro dei contenitori che consentono di smaltire i loro indumenti indesiderati, che verranno trasformati in materiale isolante e imbottitura per tappeti, oltre ad essere utilizzati per produrre altri indumenti.
Oltre al riciclo, le nuove tecnologie della moda presentano un grande potenziale nel ridurre l'impatto ambientale. Queste tecnologie, infatti, offrono nuovi metodi per utilizzare i coloranti, produrre fibre tessili e ridurre l'uso di risorse naturali. Per diminuire il consumo di tessuti tradizionali, Anke Domaske ha prodotto "QMilch", una fibra ecologica derivata dal di latte, Virus ha prodotto abbigliamento sportivo altamente tecnico con chicchi di caffè riciclati, e Suzanne Lee ha creato della pelle vegetale con il tè fermentato. Oltre alla creazione di nuovi tipi di fibre, molte aziende hanno ideato vari modi per ridurre la quantità di coloranti emessi nei corsi d'acqua e il livello del consumo di acqua. Ad esempio, AirDye consente di risparmiare tra i 30 e i 330 litri di acqua per libbra di tessuti prodotti, mentre la stampa digitale riduce l'utilizzo di acqua del 95%.
Sebbene questi metodi non siano ancora molto diffusi nel settore della moda veloce, essi offrono valide alternative, capaci di influenzare positivamente il settore nel suo complesso. Il settore della fast fashion si basa su un modello di business che va oltre i limiti ambientali ma, con i progressi fatti, il danno causato può essere meglio arginato.

## Consumo eccessivo
Il modello di business del fast fashion si basa sul desiderio dei consumatori di indossare vestiti sempre nuovi. Al fine di soddisfare tale domanda, le aziende del settore offrono una vasta gamma di abbigliamento, che riflette le ultime tendenze, a prezzi accessibili. Questo processo porta i consumatori a comprare sempre più articoli, sino ad arrivare al fenomeno del consumo eccessivo (in inglese overconsumption). L"'obsolescenza pianificata", ossia la tendenza a far durare poco le mode in modo da creare continuamente nuove collezioni, svolge un ruolo chiave nel consumo eccessivo. Secondo uno studio dell'Economist sull'argomento, il settore della moda è profondamente impegnato per lperpetrare questo fenomeno: le gonne dell'anno scorso, per esempio, sono progettate per essere sostituite dai nuovi modelli di quest'anno. In questo modo, i capi d'abbigliamento vengono acquistati anche quando quelli vecchi sono ancora indossabili e utilizzabili. Negli ultimi anni, il ciclo della moda è diminuito costantemente mentre i rivenditori della fast fashion vendono vestiti pensati per essere gettati dopo essere stati indossati solo poche volte. Ciò accorcia drasticamente il ciclo di acquisto dei consumatori. Gli stock in continua evoluzione e il basso prezzo dei capi incoraggiano inconsciamente consumatori a fare acquisti più frequentemente. Di conseguenza, i vestiti in eccesso e quelli fuori moda tendono a finire nelle discariche.
Un recente articolo dell'Huffington Post sulla fast fashion ha sottolineato che per rendere conveniente questa tendenza di rinnovamento continuo, i prodotti della fast-fashion hanno,in genere, un prezzo molto più basso rispetto alla concorrenza, operando su un modello di business basato su bassa qualità e quantità elevate. Le merci di bassa qualità incrementano il consumo eccessivo poiché hanno una durata di vita più breve e devono essere sostituite molto più spesso. Inoltre, poiché sia l'industria che i consumatori continuano ad apprezzare la fast fashion, il volume dei vestiti da smaltire o riciclare è aumentato notevolmente. Tuttavia, la maggior parte dei prodotti fast-fashion non ha la qualità necessaria per essere considerato come oggetto da collezione o come capo vintage. I beni di bassa qualità possono, quindi, solo finire come rifiuti poiché difficilmente riciclabili.
La fast fashion porta un consumo considerevole che prospera nel settore della moda. Il suo modello di business unico e prezzi bassi consente al pubblico di acquistare articoli alla moda anche durante i periodi di recessione economica. Tuttavia, ha portato il problema del consumo eccessivo, per cui innumerevoli quantità di rifiuti finiscono nelle discariche. Inoltre, i costi nascosti delle discariche comprendono anche l'esaurimento dei rifiuti, l'inquinamento, l'energia e le risorse naturali.
In contrasto con il moderno consumo eccessivo, la moda veloce affonda le sue radici nell'austerità della seconda guerra mondiale, dove l'alto design è stato fuso con materiali utilitaristici.

## Sweatshop
Oltre a un impatto negativo sull'ambiente e sulle risorse naturali, il modello difettoso di business della fast fashion ha anche danneggiato i lavoratori della sua filiera. Per sweatshop si intende una fabbrica nella quale gli operai (anche minorenni) vengono sfruttati in pessime condizioni di salute e sicurezza, con stipendi estremamente bassi. L'industria della moda è conosciuta come l'industria più dipendente dalla manodopera, dato che un operaio ogni sei si occupa delle materie prime o della manifattura. Con un fatturato di 19.8 miliardi di dollari lo scorso anno, H&M è il maggior produttore di abbigliamento in paesi sottosviluppati quali il Bangladesh e la Cambogia, senza essere in grado di garantire ai propri operai salari adeguati. In Bangladesh, nazione conosciuta per la manodopera a basso costo, ci sono quattro milioni di operai nell'industria dell'abbigliamento in più di 5000 fabbriche, l'85% dei quali sono donne. Queste donne sono costrette a lavorare in condizioni di povertà e scarsa sicurezza, con una paga che non permette loro di pagarsi da vivere. La motivazione di queste condizioni consiste nell'ottenere costi di produzione incredibilmente bassi per poi rivendere i capi a prezzi bassi, con un conseguente impoverimento di massa.
Il Rana Plaza era una fabbrica di abbigliamento in Bangladesh che è crollata nel 2013, provocando la morte di più di mille lavoratori. Quest'episodio è stato l'incidente in una fabbrica di abbigliamento con il maggior numero di vittime della storia. L'edificio di cinque piani crollò a causa di un cedimento strutturale; sebbene i lavoratori notassero delle crepe sui muri e l'ambiente fosse stato dichiarato insicuro per lavorare, i dipendenti furono costretti ad andare a lavorare il giorno successivo all'incidente. I proprietari delle fabbriche di abbigliamento, infatti, sono portati a non rispettare le norme sulla salute e la sicurezza a causa del timore di interrompere la produzione e perdere profitti.
Nonostante le aziende della fast fashion abbiano delineato dei requisiti fondamentali, come degli standard salariali equi a cui devono attendersi i loro fornitori, è abbastanza difficile rintracciare di questo tipo nei paesi molto corrotti. Tuttavia, i proprietari delle fabbriche dovrebbero rispettare i codici di condotta invece di maltrattare i loro lavoratori con abusi fisici e rischiare di perdere preziose collaborazioni commerciali. Dopo l'incidente del Rana Plaza nel 2013, i marchi hanno acquisito un maggior potere d'influenza e sono in grado di collaborare per cofinanziare investimenti che garantiscano l'adozione di precauzioni sanitarie e di sicurezza efficaci.

## Libri
- Tsan-Ming Choi (Ed.) Fast Fashion Systems: Theories and Applications, CRC Press, 2013.
- Choi, T.M. Fashion Retail Supply Chain Management: A Systems Optimization Approach, CRC Press, 2014.
- Choi, T.M. (Ed.)  Fashion Supply Chain Management: Industry and Business Analysis, IGI Global, 2011. ISBN 978-1609607562

## Film
- The True Cost è un documentario del 2015 sul tema della fast fashion, diretto da Andrew Morgan. È disponibile su VHX, iTunes, Amazon Prime, in DVD e Blu-Ray, come si legge nel sito.[42]